# Araneotanna ornatipes
Araneotanna ornatipes  (лат.) — вид пауков из семейства пауков-скакунов. Единственный вид рода Araneotanna Özdikmen & Kury, 2006.

## Распространение
Архипелаг Новые Гебриды (Вануату).

## Таксономия
Род назывался Tanna Berland, 1929 до 2006 года, когда был заменен на Araneotanna Özdikmen & Kury, 2006 в связи с обнаружившимся номенклатурным конфликтом с ранее описанным одноимённым родом цикад Tanna Distant, 1905 (Homoptera, Cicadidae).
- Tanna ornatipes Berland, 1938
- Araneotanna ornatipes (Berland, 1938)